# Reza Naderian
Reza Naderian (Isfahán, 29 de enero de 1989) es un deportista iraní que compitió en taekwondo. Ganó una medalla en el Campeonato Mundial de Taekwondo de 2009, y dos medallas en el Campeonato Asiático de Taekwondo en los años 2008 y 2010.

## Palmarés internacional
| Campeonato Mundial  | Campeonato Mundial     | Campeonato Mundial | Campeonato Mundial |
| Año                 | Lugar                  | Medalla            | Categoría          |
| ------------------- | ---------------------- | ------------------ | ------------------ |
| 2009                | Copenhague (Dinamarca) | Medalla de plata   | –63 kg             |
| Campeonato Asiático |                        |                    |                    |
| Año                 | Lugar                  | Medalla            | Categoría          |
| 2008                | Luoyang (China)        | Medalla de plata   | –62 kg             |
| 2010                | Astaná (Kazajistán)    | Medalla de bronce  | –63 kg             |